# Игнатьевы
Игна́тьевы — русский графский и дворянские роды.
Род внесён в Бархатную книгу. При подаче документов 14 января 1686 года, для внесения рода в Бархатную книгу, была предоставлена родословная роспись Игнатьевых.
В Гербовник внесены две фамилии Игнатьевых:
1. Потомство Фёдора Акинфеевича Бяконта, переселившегося в Москву в XIV веке (Герб. Часть IV. № 88). Сюда принадлежат графы Игнатьевы (Герб. Часть XIII. № 15).
2. Яков Игнатьев, пожалованный в дворянское достоинство в 1741 году (Герб. Часть I. № 89)[3].

## Дворяне Игнатьевы
Родоначальником Игнатьевых, ветви (отрасли) рода Плещеевых (упоминаются также как Игнатьевы-Плещеевы), считается Фёдор Бяконт, сын боярина черниговского, переселился из Чернигова в Москву около 1300 года и был боярином у великого князя Симеона Гордого. Сын его, Алферей, во иночестве Алексий, воспитан митрополитом Феогностом (1354) и посвящён в митрополиты Руси. Обладая исключительным умом и способностями, он был в эти годы фактически правителем Московского княжества при трёх Московских князьях, в (1366) начал строительство каменного Московского кремля. Пользовался большой благосклонностью в Орде, где вылечил болевшую глазами ханшу Тайдулу, и содействовал тому, что великое княжение укрепилось окончательно за московскими князьями. Его заслуги перед Москвой были столь велики и личность столь высока, что спустя 50 лет после его смерти (1378) его мощи были обретены в основанном им Чудовом монастыре в Москве и установлено празднование его памяти, а сам он был причислен к лику святых, в земле Российской просиявших. Среди его сыновей был Александр по прозвищу Плещей, от его брата Феофана пошли Плещеевы, а Бяконтов род пресекся, ибо три брата Феофановы были бездетны. У Феофана было два сына, Степан, пожалованный великим князем Василием Дмитриевичем в бояре к митрополиту Киприану, и второй сын, Данило. Внуки Степана Василей и Фёдор Юрьевичи были у Геронтия митрополитя в боярах. Правнуки Степана были Богдан Фёдорович у Варлама митрополита, а Чесной Васильевич у Иоасафа и Макария митрополитов в боярах, также брат его Семен Васильевич по прозванию Великой боярин у митрополита. От правнуков Степана от Василия Никитича пошли — Емуты, от Ивана Никитича — Моры, от другого Василия Никитича — Толморы, от Михаила Фомича — Челюстые.
У Данилы, Степанова брата, был внук, Игнатий Константинович, от коего и пошли Игнатьевы. Сын его, Латыня Игнатьев, был приказчиком в Коломне. От внука Игнатия, Фёдора Васильевича по прозванию Рудной, пошли Рудные, и на пятом колене род этот пресекся, ибо Сергей Матвеевич Рудной был бездетен.
Правнук Игнатия Русин Данилович был государевым ратным человеком и убит в Ливонии под Каканаусом, а до того храбро оборонял замок Ринген всего с девятью десятками стрельцов и курляндский воевода Кеттлер смог взять замок после осады (ноябрь 1558) только после того, как у защитников закончился порох, что отражено в хронике провинции Ливония, составленной Бальтазаром Руссовым. У другого правнука, Ивана Дмитриевича, один сын, Фёдор Иванович, по прозванию Чехотка, был при первом царе из Романовых, Михаиле Фёдоровиче, в постельничих, а другой сын, Володимир, убит под Смутное время в Туле с сыном своим, Михаилом. Внук Ивана по прозванию Племянник Никитич был ратным человеком и убит был в сражении под Конотопом (1659) от его брата Калины Никитича пошли Калинины.
В 1573 году опричниками Ивана Грозного числились: Дмитрий, Игнатий, Мартын, Подунай Дмитриевич, Юшка и Яков Игнатьевы.
Иван Логинович убит под Смоленском (1634), Фёдор Старший Иванович, убит под Леховичами, и два его брата, Ларион и Пётр убиты на государевой службе.
Думный дьяк Влас Игнатьев (Игнатов) активно участвовал в дипломатической и переводческой деятельности начала XVI века, ближайший помощник Дмитрия Герасимова и Максима Грека, неоднократно выполнял сложные дипломатические поручения во взаимоотношениях России и Священной Римской империи.
Андрей Васильевич Попов-Игнатьев ближайший соратником дьяка Висковатого, переведён дьяком в Посольский приказ в 1562 году из Разрядного приказа, пользовался особым расположением и доверием Ивана IV.
При царе Василии Шуйском Игнатьевы были в боярах.
Род Игнатьевых при Московском дворе впоследствии не был в числе знатных, не подымаясь выше ранга сокольничьих. Известно, что Василий Игнатьев был пытан и казнён на Лобном месте после укрощения Петром стрелецкого бунта. В то же время другой Игнатьев позднее состоял гвардии майором и начальником «майорской канцелярии» в Петербурге. Возможно это был Степан Лукич Игнатьев, состоявший комендантом Петропавловской крепости с 1727 года, назначенный после воцарения Петра II, и до самой своей кончины в 1747 году.
14 августа 1702 года во взятии города Волмер в Ливонии участвовал драгунский полк под командованием полковника Ивана Игнатьева. А в августе 1704 года уже воевода на Воронеже Иван Иванович Игнатьев бит кнутом за провинность.
В 1707 году 24 марта князь Волконский писал царю, что посланный им с казною в Астрахань Артемий Петрович Игнатьев убит низовыми ворами.
Один из Игнатьевых в чине майора погиб в битве при Кюстрине во время Семилетней войны.
Генерал-майор Игнатьев Дмитрий Львович — герой Отечественной войны 1812 года, происходил из тульских Игнатьевых. Его портрет можно видеть в Галерее 1812 года в Эрмитаже.
Известно также, что в начале XX века русским представителем при дворе эмира Бухарского был И. В. Игнатьев, занимавшийся скупкой восточных древностей для российских музеев, вёл большую переписку с учёными-востоковедами.
Есть также род Игнатьевых, восходящий к концу XVI века и внесённый в VI часть родословной книги Орловской губернии. Остальные роды Игнатьевых, общим числом тридцать, более позднего происхождения.

### Известные представители
- Игнатьев Фёдор Иванович — воевода в Боровске (1619), в Можайске (1623—1626), в Серпухове (1633), в Калуге (1641—1642).
- Игнатьев Степан Семёнович — коломенский городовой дворянин (1627).
- Игнатьев Иван Внуков — соловской городской дворянин (1627).
- Игнатьев Алексей Внуков — соловской городской дворянин (1627), московский дворянин (1627—1640).
- Игнатьев Семён Никитич — стольник патриарха Филарета (1627), московский дворянин (1636—1658).
- Игнатьевы; Фёдор Иванович и Роман Владимирович — московские дворяне (1627—1668).
- Игнатьев Алексей Логинович — воевода в Ядрине (1636—1637).
- Игнатьев Иван Алексеевич — стряпчий (1636—1658), московский дворянин (1668—1677).
- Игнатьев Григорий Фёдорович — стряпчий (1640), казнён (1650).
- Игнатьевы: Михаил Васильевич и Калина Никитич — московские дворяне (1640—1658).
- Игнатьев Иван Александрович — патриарший стольник (1627), московский дворянин (1636—1640), воевода в Серпейске (1648—1649).
- Игнатьев Артемий Михайлович — московский дворянин (1658—1677).
- Игнатьев Филипп Иванович — стольник, воевода в Усмани.
- Игнатьевы: Яков Калинников, Пётр Иванович, Наум Афанасьевич, Иван Романович, Семён, Иван и Пётр Максимовичи — московские дворяне (1665—1692).
- Игнатьевы: Иван Артемьевич, Филипп, Филон, Савва, Кирилл, Иван и Василий Ивановичи, Борис Максимович — стольники (1682—1692)[10][11].

## Графы Игнатьевы
Рескриптом императора Александра II Правительствующему сенату от 19 июля 1878 года Павел Николаевич Игнатьев со всем потомством был возведён в графское Российской империи достоинство.
Этот род Игнатьевых внесён в VI часть родословных книг Новгородской, Смоленской, Тверской, Тульской, Московской и Псковской губерний.
Отец графа Павла Николаевича, Николай Игнатьев, генерал-майор артиллерии, состоял в 1812 году комендантом крепости Бобруйск и с пятитысячным гарнизоном успешно оборонялся против двенадцатитысячного польского корпуса генерала Домбровского. Сам Павел Николаевич прапорщиком первой роты Преображенского полка вступил в Париж в 1814 году. Став капитаном этой роты, он примкнул было к декабристам, однако по настоянию матери в день мятежа 14 декабря 1825 года первым из гвардейских командиров пришёл на помощь императору Николаю I, за что был пожалован флигель-адъютантом. Затем он состоял директором Пажеского корпуса, и непременным членом Военно-медицинской академии, закончил свою жизнь в 1880 году председателем комитета министров, в Пажеском корпусе была учреждена именная стипендия его имени. Женой его была Мария Ивановна Мальцева, брат её, Сергей, создал в России знаменитые хрустальные заводы в городе Гусь-Хрустальный. Единственный наследник его, Юрий Степанович Нечаев-Мальцев, унаследовал от него особняк с зимним садом на Сергиевской улице в Петербурге и на собственный счет построил и оборудовал Музей изящных искусств в Москве. Его наследником стал внук первого графа Игнатьева, тоже Павел Николаевич Игнатьев, скончавшийся после революции в эмиграции в Канаде. У первого графа Игнатьева было двое сыновей, Николай и Алексей, и дочь Ольга, в замужестве Зурова.
Граф Николай Павлович закончил Пажеский корпус и служил военным атташе в Лондоне, руководя деятельностью военной разведки в Англии. После провала одной из операций, выслан из Англии и получил назначение послом к эмиру Бухарскому. В 1860 году в возрасте 28 лет он от лица России руководил военно-дипломатический миссией в Китае и сумел предотвратить войну между китайцами и англо-французской коалицией, за что был пожалован генерал-адъютантом и стал директором азиатского департамента МИД у князя Горчакова. В 1870-х годах посол в Турции, составил знаменитый Сан-Стефанский мирный договор, который стал жертвой интриг его личного недоброжелателя, графа Петра Шувалова, который из личной неприязни пошёл на заключение весьма невыгодного для России и балканских народов Берлинского трактата, отменявшего положения Сан-Стефанского договора. Николай Павлович стал нижегородским губернатором. Впоследствии министр внутренних дел, отправлен в отставку (1883) после того, как предложил императору Александру III созвать Всероссийский Земский собор. Он пользовался огромной популярностью в Болгарии, его именем была названа одна из центральных улиц в Софии и до самой его смерти определённые круги в Болгарии не теряли надежды избрать его болгарским царем.
Его младший брат, граф Алексей Павлович, окончил Пажеский корпус экстерном, в 17 лет, и сразу поступил в Академию Генерального штаба, затем служил в Лейб-гусарском полку, затем командир Курляндского уланского полка и потом Кавалергардского полка, а в 1882 году назначен начальником штаба Гвардейского корпуса. Уйдя в отставку после воцарения Александра III, он стал генерал-губернатором Восточной Сибири. В 1888 году назначен товарищем министра внутренних дел и почти сразу после этого Киевским, Подольским и Волынским генерал-губернатором. После воцарения Николая II он отставлен от должности и назначен членом Государственного совета. В 1905—1906 году занимался организацией военного переворота с целью устранения от власти Николая II. Судя по всему именно по поручению Николая Охранное отделение организовало убийство Алексея Павловича Игнатьева в Твери, обставленное, как теракт боевой организации эсеров, которой руководил в те годы провокатор Евно Азеф.
Сын графа Николая Павловича Павел служил министром просвещения при Николае II и эмигрировал в Канаду, а внук Георгий Павлович (г/р 1913) стал канадским дипломатом и главой администрации премьер-министра Канады Лестера Пирсона. Сын Георгия Павловича Майкл (Михаил) стал канадским политиком, депутатом Палаты общин Канады, а с 2009 года и до поражения на выборах 2011 г. был главой Либеральной партии Канады и лидером официальной оппозиции.
У графа Алексея Павловича было три сына: Алексей, Павел, Сергей и две дочери Ольга и София. Алексей и Павел окончили Пажеский корпус,Сергей Училище правоведения и по сложившейся традиции служили в Кавалергардском и Лейб-гусарском полках. Алексей Алексеевич, окончил Академию Генерального штаба и воевал в Маньчжурии, был военным атташе в Скандинавии, затем в Париже. На посту военного атташе во время Первой мировой войны выступил организатором массированных военно-технических поставок в Россию и координатором действий русских бригад во Франции, дослужился до генерал-майора. После Октябрьской революции перешёл на сторону Советской власти, оставался во Франции. В 1925 году передал советскому правительству денежные средства, принадлежавшие России (225 млн франков золотом) и вложенные на его имя во французские банки. Получив советское гражданство долгое время работал в советском дипломатическом ведомстве. В 1943 генерал-лейтенант Красной Армии. Его брат Павел в период службы в Лейб-гусарском полку принимал участие в подавлении революции 1905 года, затем перешёл на службу в Разведывательное отделение Генерального штаба, в годы Первой мировой войны возглавлял резидентуру русской разведки во Франции, после революции, вероятно, был ликвидирован французскими спецслужбами в 1931 году.

### Известные представители
- граф Игнатьев, Алексей Алексеевич (1877—1954) — военный дипломат, генерал-лейтенант Советской Армии.
- граф Игнатьев, Алексей Николаевич (1874—1948) — русский офицер, дипломат и государственный деятель.
- граф Игнатьев, Алексей Павлович (1842—1906) — генерал от кавалерии, член Государственного совета.
- Игнатьев, Андрей Гаврилович (1802—1879) — генерал от артиллерии, главный командир Сестрорецкого оружейного завода.
- Игнатьев, Ардалион Дмитриевич (1798—1851) — генерал-лейтенант, командир лейб-гвардии Измайловского полка.
- Игнатьев, Гавриил Александрович (1768—1852) — российский генерал от артиллерии.
- граф Игнатьев, Георгий Павлович (1913—1989) — канадский дипломат.
- Игнатьев, Дмитрий Львович (1771—1833) — российский генерал-майор.
- граф Игнатьев, Майкл Грант (род. 1947) — канадский политик.
- Игнатьев, Николай Иванович (1880—1938) — капитан 1-го ранга, участник Цусимского сражения.
- граф Игнатьев, Николай Николаевич (1872—1962) — русский генерал, командир Преображенского полка, герой Первой мировой войны.
- граф Игнатьев, Николай Павлович (1832—1908) — государственный деятель Российской империи, министр государственных имуществ, министр внутренних дел.
- граф Игнатьев, Павел Алексеевич (1878—1930) — полковник Генерального штаба.
- граф Игнатьев, Павел Николаевич (1797—1879) — генерал от инфантерии.
- граф Игнатьев, Павел Николаевич (1870—1945) — министр народного просвещения.
- Игнатьев, Пётр Александрович (1847—?) — сенатор, член Государственного совета, действительный тайный советник.

## Игнатьевы дворяне лейб-кампании
Родоначальник Яков Игнатьев из церковников г. Москвы, сержант лейб-кампании, возведен в дворянское достоинство Императрицею Елизаветою Петровною 31 декабря 1741 года.

#### Герб. Часть I. № 89.
Описание герба: шит разделен перпендикулярно на два поля. В правом, чёрном поле, золотое стропило. с тремя на нем горящими гранатами и вокруг стропила три шестиугольные серебряные звезды. В левом красном поле, крестообразно положены горящий факел и шпага с золотым эфесом. Не гербе дворянский шлем и на нем лейб-кампанская шапка с тремя страусовыми перьями, из которых среднее перо красное, а боковые белые. С каждой стороны шапки орлиное крыло с тремя на нем шестиугольными серебряными звездами. Намёт справа красный, подложен серебром., слева чёрный подложен золотом.